# Khadija Benguenna
Khadija Benguenna (trong tiếng Ả Rập: خديجة بن قنة) là một nhà báo người Algérie làm việc trong kênh Al Jazeera ở Qatar. Sinh ra ở Algérie năm 1965, Khadija Benguenna tốt nghiệp ngành phát thanh và truyền hình của Học viện Truyền thông tại Đại học Algiers.
Bà đã nhận được giải thưởng từ Mary Robinson, cựu Tổng thống Ireland tại khách sạn Burj al-Arab ở Dubai, và đây là giải thưởng phản ánh vai trò quan trọng của phụ nữ trong kênh truyền thông Al Jazeera trong tất cả các lĩnh vực công việc biên tập, kỹ thuật và lĩnh vực.